# ماركو توشك
ماركو توشك (بالسلوفينية: Marko Tušek)‏ مواليد 17 يوليو 1975 في تربوفلجه، هو لاعب كرة سلة سلوفيني معتزل. بدأ مسيرته الاحترافية في سنة 1992. يبلغ طوله 6 قدم 8 بوصة (2.0 م). اعتزل اللعب في 2012, 2015.

## المسيرة الاحترافية
لعب مع أوليمبيا من سنة 1993 إلى 1998، ثم لعب مع فيكتوريا يبرتاس بيزارو في الدوري الإيطالي من سنة 2000 إلى 2002، ثم لعب مع فيرتوس روما من سنة 2002 إلى 2006، ثم لعب مع أولمبيا ميلانو في الدوري الإيطالي في موسم 2006–2007، ثم لعب مع بالونكيستو مالقا في الدوري الإسباني في سنة 2007، ثم لعب مع منورقة لكرة السلة في سنة 2007، ثم لعب مع يونيكس قازان في موسم 2007–2008.

## روابط خارجية
- ماركو توشك على موقع الاتحاد الدولي لكرة السلة (الإنجليزية)
- ماركو توشك على موقع الدوري الأوروبي لكرة السلة (الإنجليزية)
- ماركو توشك على موقع الدوري الإسباني لكرة السلة (الإسبانية)
- ماركو توشك على موقع كرة السلة الأوروبية.كوم (الإنجليزية)
- ماركو توشك على موقع DraftExpress.com (الإنجليزية)
- ماركو توشك على موقع ريلجم (الإنجليزية)
- ماركو توشك على موقع بروبوليرز (الإنجليزية)
- ماركو توشك على موقع سبورتس رفرنس (الإنجليزية)